# Kunt Ernő (antropológus)

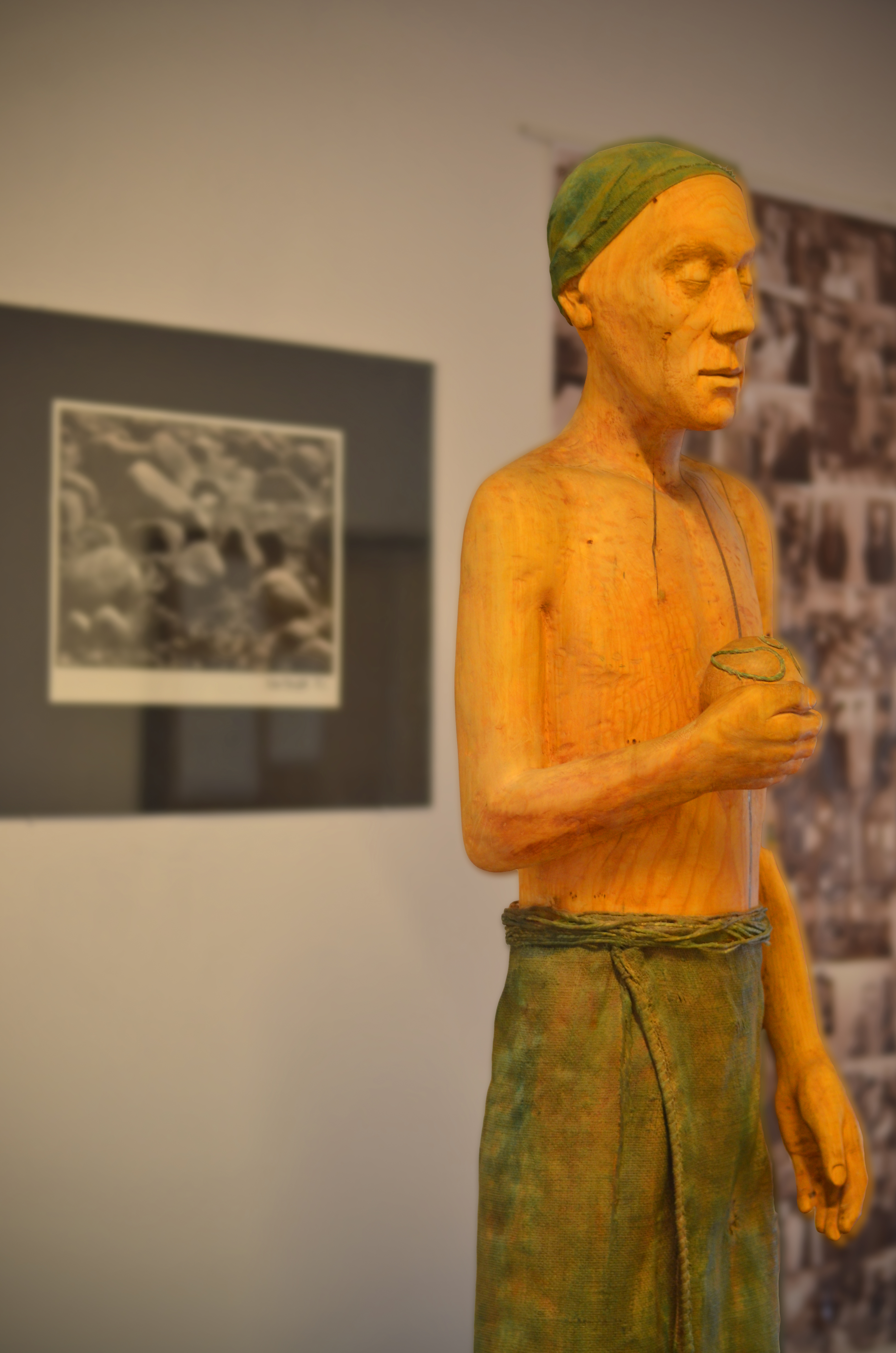
Kunt Ernő emlékszobor. Jószay Zsolt alkotása. Az emlékszobor a Kulturális és Vizuális Antropológiai Tanszék folyosóján áll (Miskolci Egyetem, C1. épület III. emelet). A közkeletű tévedéssel szemben a szobor nem Kunt Ernőt ábrázolja, csupán Kunt Ernő emlékére készült. A szobor mögött Kunt Ernő által készített fotográfia látható

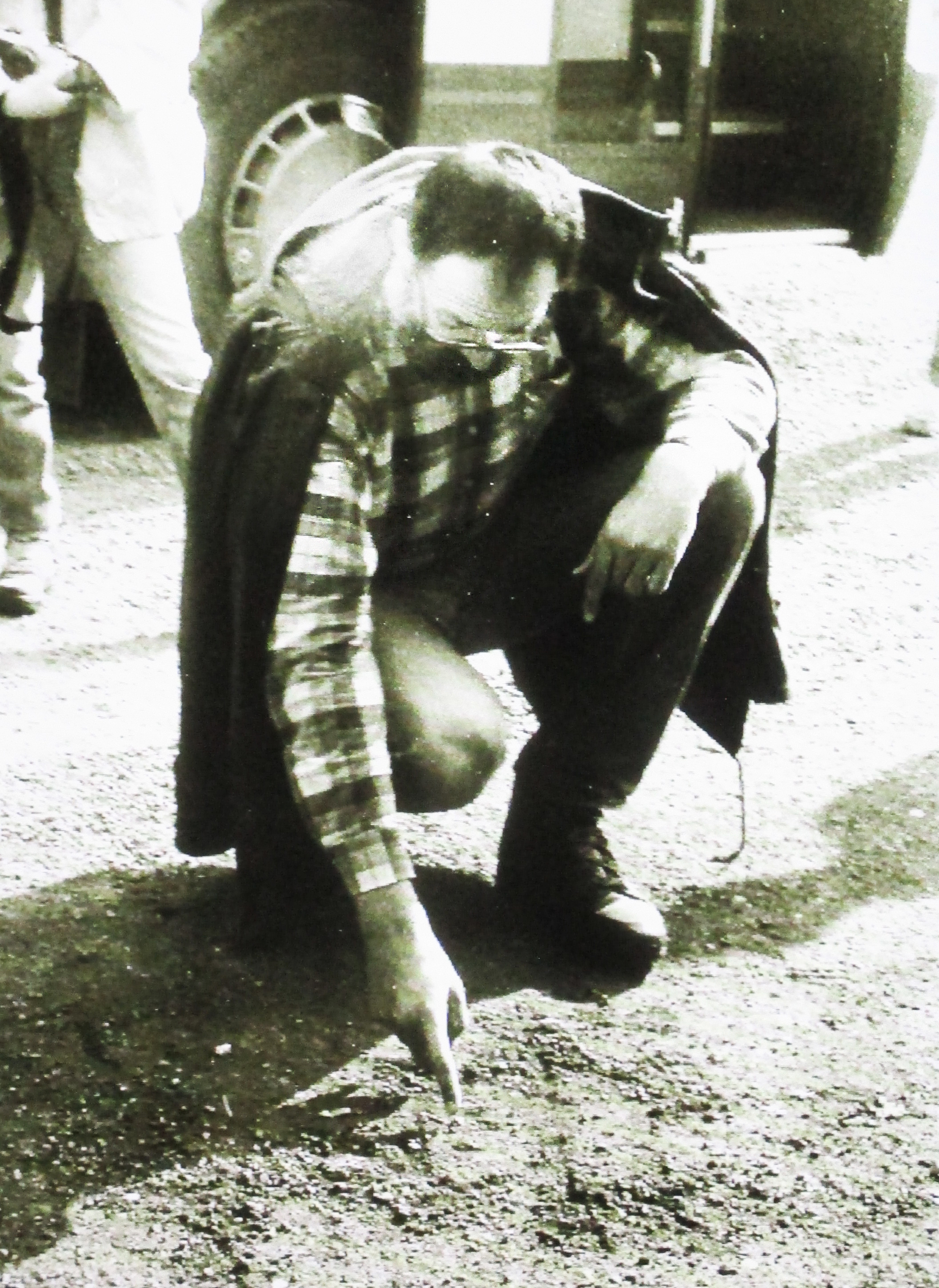
Kunt Ernő térképet rajzol a porba. 1993. október, Zubogy.

Kunt Ernő (Budapest, 1948. április 17. – Miskolc, 1994. október 5.) magyar néprajzkutató, a kulturális antropológia egyik hazai mestere, fotóművész, egyetemi oktató. Kunt Ernő festőművész fia.

## Élete
Kunt Ernő Budapesten született, azután családjával egy ideig Ózdon éltek, majd 1960-ban – miután festőművész apja műtermes lakást kapott – Miskolcra költöztek.
Felsőfokú tanulmányait a debreceni Kossuth Lajos Tudományegyetemen végezte, ahol 1973-ban diplomázott magyar nyelv és irodalom szakos tanárként és néprajz szakosként. Végzése után a miskolci Herman Ottó Múzeumban dolgozott. 1976-ban megkapott egy tíz hónapos finnországi ösztöndíjat, s az ott szerzett ismeretek, tapasztalatok meghatározták további szakmai érdeklődését. Megismerkedett a kulturális antropológiával, a transzkulturális pszichológiával, a kreatív fotográfiával.
1979-ben bölcsészdoktori címet szerzett, disszertációjában az Aggtelek környéki temetőkkel foglalkozott. 1985-ben kandidátus lett, disszertációjának címe: „Az utolsó átváltozás – A magyar parasztság halálképe.” Rengeteget utazott az országban, de a hazai területeken kívül bejárta a környező országok magyarlakta vidékeit is, kutatott, fényképezett. Kutatásairól könyvekben, szakcikkekben, konferenciákon számolt be, maga is szervezett Miskolcon jelentős tudományos konferenciát 1988-ban. Tagja lett a Magyar Fotóművészek Szövetségének és a Művészeti Alapnak.
1990-től több egyetemen is oktatott, például az Eötvös Loránd Tudományegyetem Bölcsészkarán közreműködött a kulturális antropológiai képzés megszervezésében. 1992-ben került a Miskolci Egyetem Bölcsészettudományi Intézetébe, amelynek keretében létrehozta a Kulturális és Vizuális Antropológiai Tanszéket, amelyet haláláig vezetett. A tanszék számára megkapta az E/3. kollégium földszintjének egy részét, munkatársait maga válogatta össze. A tanszék lett az ország első főszakos antropológusképzés úttörő intézménye.
Fiatalon hunyt el 1994-ben. A kultúra komplexitását vizsgáló modern antropológia egyik első, meghatározó mestere volt. Halálára emlékezve 1995-ben, az egyetemi bölcsész épület előtti parkrészben egy Bódi László által faragott emlékoszlopot állítottak emlékére. 2005-ben róla készült szobrot avattak egykori tanszékén, Jószay Zsolt szobrászművész hársfából faragott alkotását.

## Művei
- Hiedelemrendszer és társadalmi parancs – A magyar népi halotti szokások társadalmi vonatkozásai. Visegrád, 1975
- Temetők az aggteleki-karszt falvaiban; KLTE, Debrecen, 1979 (Studia folkloristica et ethnographica), doktori disszertáció
- Kérdőív a halotti, temetési szokások gyűjtéséhez; Heves Megyei Tanács, Eger, 1979 (Palóc kutatás)
- A halál tükrében; Magvető, Bp., 1981 (Gyorsuló idő)
- Temetők népművészete; a szerző fotóival; Corvina, Bp., 1983 (Magyar népművészet) (angolul, németül is)
- Az utolsó átváltozás. A magyar parasztság halálképe; a szerző fotóival; Gondolat, Bp., 1987
- Nép-rajz és foto-antropológia. Vizuális antropológiai jegyzetek paraszti használatú fényképekről; ELTE, Bp., 1988 (Folklór, folklorisztika és etnológia)
- A komplex kultúrakutatás dilemmái a mai Magyarországon: az antropológiai megközelítés esélyei. Társadalomtudományi Helykereső Konferencia a Miskolci Egyetemen, 1992. november 6-7.; szerk. Kunt Ernő, Szarvas Zsuzsa, fotó Bujdos Tibor; Miskolci Egyetem, Miskolc, 1993 (A Kulturális és Vizuális Antropológiai Tanszék füzetei)
- Fotoantropológia. Fényképezés és kultúrakutatás; sajtó alá rend. Kunt Ernőné Nyikes Mária et al.; Árkádiusz, Miskolc–Bp., 1995
- Az antropológia keresése. Válogatott tanulmányok; L'Harmattan–MTA Néprajzi Kutatóintézet, Bp., 2003 (Documentatio ethnographica)

## Emlékezete
- Nevét őrzi a miskolci KEKiM – Kunt Ernő Képíró Műhely[5]